# P.T. Barnum
Phineas Taylor Barnum eller P. T. Barnum, född  5 juli 1810 i Bethel, Connecticut, död 7 april 1891 i Bridgeport, Connecticut, var en amerikansk cirkusdirektör och underhållningsentreprenör, bland annat känd som grundaren till en av cirkusarna som senare kom att ingå i Ringling Brothers and Barnum and Bailey Circus. 
Barnum påstås ofta (felaktigt) vara den som myntade uttrycket "det föds en dumsnut varje minut" (there's a sucker born every minute). 

## Biografi
P.T. Barnum var vida känd för sina freak shows. Efter att med stor framgång ha förevisat en afroamerikansk kvinna som George Washingtons 160-åriga barnsköterska, inköpte han 1841 Scudders American museum, som snart blev en av Amerikas populäraste nöjesinrättningar. 
År 1842 började han förevisa en kortväxt person, General Tom Thumb, som blev en världsbekant och rik inkomstkälla för Barnum. När Barnum förevisade honom i England 1849, kom han på idén att värva Jenny Lind, som vid samma tid gjorde succé i London, för en konsertturné genom Amerika. Ett kontrakt blev snart uppgjort, och under 1850 företog den svenska sångerskan sin berömda turné genom USA med Barnum som manager.
Barnum skrev bland annat två självbiografier – 1855 och 1888 (svenska översättningar 1855 respektive 1891).